# Orchesterensemble Kanazawa

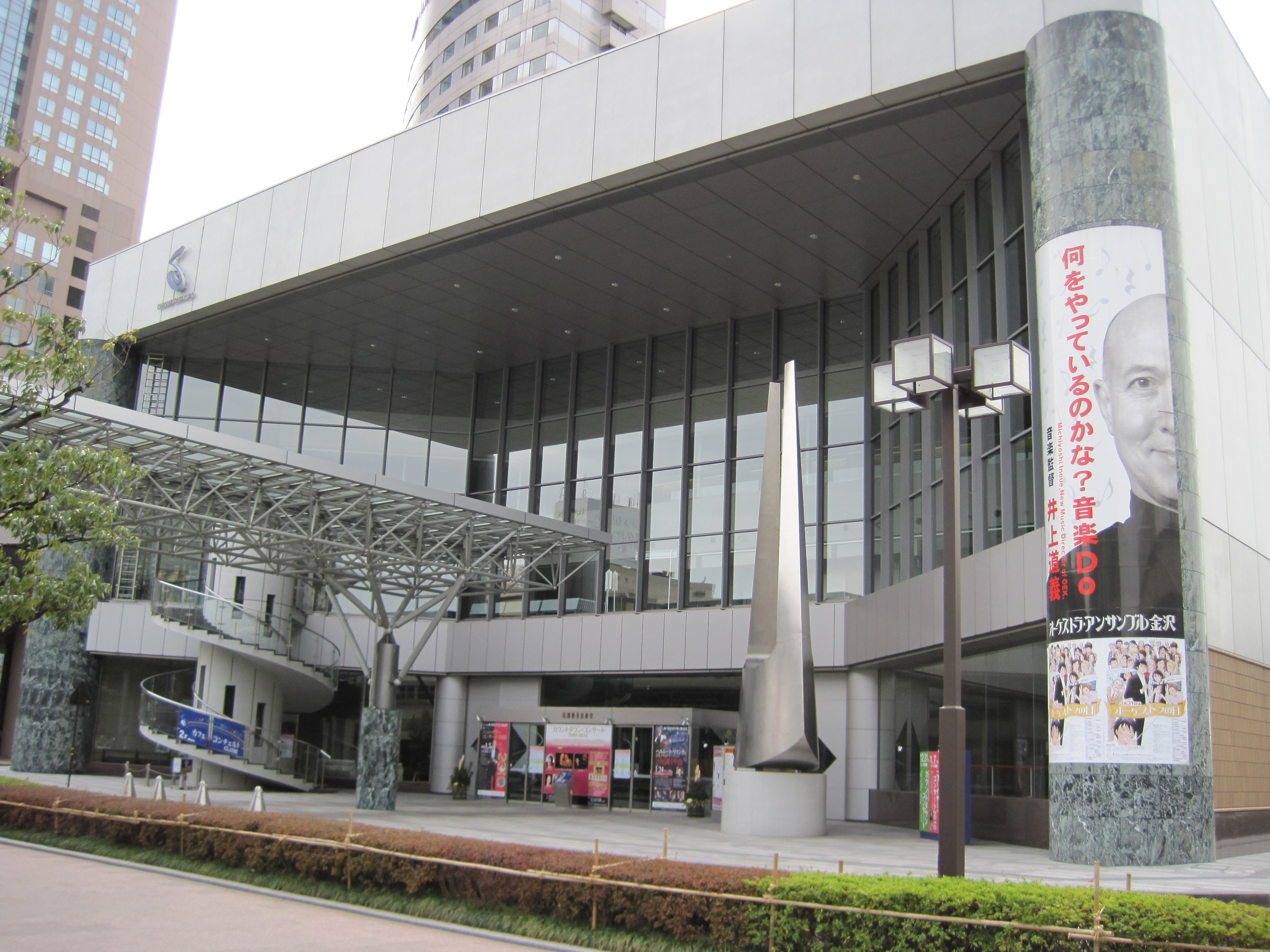
Die Ishikawa Music Hall, Hauptspielort des Orchesterensembles

Das Orchesterensemble Kanazawa (jap. オーケストラ・アンサンブル金沢, Ōkesutora Ansanburu Kanazawa für engl. Orchestra Ensemble Kanazawa) ist ein professionelles japanisches Kammerorchester mit rund 40 internationalen Musikern.

## Geschichte
Das Orchester wurde 1988 gegründet und hat seinen Hauptsitz in Kanazawa in der Präfektur Ishikawa. Das Orchester ist reguläres Mitglied der japanischen Orchester-Vereinigung. Gründer und erster musikalischer Leiter war Hiroyuki Iwaki, der das Orchester von 1988 bis 2006 leitete. Ihm folgte von 2007 bis 2018  Michiyoshi Inoue als musikalischer Direktor. Seit September 2018 ist Marc Minkowski Künstlerischer Leiter des Orchesters. Es gibt jährlich ca. 100 Konzerte im In- und Ausland. Mit rund 90 CD-Einspielungen widmet es sich insbesondere der zeitgenössischen klassischen Musik. Zu den Gastdirigenten zählten Günter Pichler, Seikyo Kim und Kazuki Yamada, neben Kentaro Kawase und Orie Suzuki ist gegenwärtig Hubert Soudant Erster Gastdirigent.

## Chefdirigenten
- 1988–2006: Hiroyuki Iwaki
- 2007–2018: Michiyoshi Inoue
- seit 2018: Marc Minkowski

## Diskografie
- 2010 Trompetenkonzerte von Haydn, Hummel und Tartini unter der Leitung von Kenneth Hsieh
- 2011 Beethoven: Symphonien Nr. 4 & 8 unter der Leitung von Seikyo Kim[4]